# Ministerio del Poder Popular de Industrias y Producción Nacional
El Ministerio del Poder Popular de Industrias y Producción Nacional de Venezuela (MPPIPN) surgió tras la modificación del nombre del Ministerio del Poder Popular de Industrias Básicas, Estratégicas y Socialistas; anunciado por el presidente Nicolás Maduro, el 13 de junio de 2018. Se crea por la necesidad del Gobierno Venezolano de dinamizar las estructuras del Estado, a fin de fortalecer íntegramente sus instituciones, de manera de ejercer con eficacia y eficiencia las competencias conferidas, según lo señalado en la Gaceta Oficial N.° 6.382 Extraordinario de 2018.
Actualmente, es dirigido por el industrial Alex Saab, también presidente del Centro Internacional de Inversión Productiva (CIIP).

## Estructura
El Ministerio cuenta con cuatro despachos de viceministros (as), organizándose de la siguiente manera:
- Viceministerio de Desarrollo Productivo Nacional.
- Viceministerio de Industrias Básicas.
- Viceministerio de Industrias Intermedias y Ligeras.
- Viceministerio para la Pequeña, Mediana Industria y Nuevas Formas Asociativas.

### Entes adscritos
- Corporación Socialista del Sector Electrodomésticos, C.A. (CORSELCA)
- Corporación Socialista del Sector Vidrio y Envases, C.A. (CORSOVENCA)

## Datos relevantes
Para el año 2019, se adscribieron a este ministerio 104 empresas de los sectores de la producción siderúrgica, metalmecánica, automotriz, plástico, vidrio, papel, servicios, productos de higiene, entre otros. Además, se le anexó la Corporación Ecosocialista Ezequiel Zamora. Asimismo, fuentes oficiales señalan que se logró la reactivación de los motores productivos nacionales, regionales y sectoriales y el reordenamiento de las 34 empresas básicas de Guayana, adscritas a la Corporación Venezolana de Guayana.
Pese a tener estos objetivos, fuentes adversas señalaron durante 2020, que el sector se encontraba en una situación difícil. Sin embargo, empresas como Sidor, Briquetera del Orinoco, entre otras, se plantearon metas positivas para el año 2021, aún en el contexto de la pandemia de COVID-19.

## Ministros
| Ministros de Industrias de Venezuela |                             |                                               |                |
| Orden                                | Nombre                      | Período                                       | Presidente     |
| 1                                    | Freddy Rojas Parra          | 1997 - 1998                                   | Rafael Caldera |
| 2                                    | Héctor Maldonado Lira       | 1998 - 1999                                   | Rafael Caldera |
| 1                                    | Víctor Álvarez              | 2005 - 2006                                   | Hugo Chávez    |
| 2                                    | José Khan                   | 2006 - 2008                                   | Hugo Chávez    |
| 3                                    | Rodolfo Sanz                | 2008 - 2010                                   | Hugo Chávez    |
| 4                                    | José Khan                   | 2010 - 2011                                   | Hugo Chávez    |
| 5                                    | Ricardo Menéndez            | 2010 - 2013                                   | Hugo Chávez    |
| 1                                    | Ricardo Menéndez            | 2013 - 2014                                   | Nicolás Maduro |
| 2                                    | Wilmer Barrientos           | 2014                                          | Nicolás Maduro |
| 3                                    | José David Cabello          | 2014 - 2015                                   | Nicolás Maduro |
| 4                                    | Juan Arias Palacio          | 2016 - 14 de junio de 2018                    | Nicolás Maduro |
| 5                                    | Tareck El Aissami           | 14 de junio de 2018 - 19 de agosto de 2021    | Nicolás Maduro |
| 6                                    | Jorge Arreaza               | 19 de agosto de 2021 - 8 de diciembre de 2021 | Nicolás Maduro |
| 7                                    | José Gregorio Biomorgi      | 8 de diciembre de 2021 - 22 de abril de 2022  | Nicolás Maduro |
| 8                                    | Juan Arias                  | 22 de abril de 2022 - 23 de mayo de 2022      | Nicolás Maduro |
| 9                                    | Hipólito Antonio Abreu Páez | 23 de mayo de 2022 - 2023                     | Nicolás Maduro |
| 10                                   | José Félix Rivas Alvarado   | 28 de agosto de 2023 - 27 de agosto de 2024   | Nicolás Maduro |
| 11                                   | Pedro Tellechea             | 27 de agosto de 2024-18 de octubre de 2024    | Nicolás Maduro |
| 12                                   | Alex Saab                   | 18 de octubre de 2024-10 de enero de 2025     | Nicolás Maduro |
| 13                                   | Alex Saab                   | 10 de enero de 2025                           | Nicolás Maduro |